# Ash Springs
Ash Springs é uma comunidade não incorporada no vale Pahranagat no condado de Lincoln, estado do Nevada, nos Estados Unidos. A principal atividade económica da vila é rancheira Lincoln County, Nevada.  A vila possui fonte termal.